# Unstrung Heroes
Unstrung Heroes es una película cómica-dramática estadounidense de 1995 dirigida por Diane Keaton. El guion escrito por Richard LaGravenese está basado en la novela autobiográfica escrita por Franz Lidz.

## Argumento
Cuando a Selma, la madre del joven Steven, le diagnostican cáncer y comienza a estar más y más enferma, su excéntrico padre, Sid, le permite irse a vivir con sus disfuncionales tíos, Arthur y Danny, en su abarrotado apartamento del decrépito Hotel King Edward. Ambos tíos, que llevan una vida al estilo hermanos Collyer, rebautizan al joven con un nombre más colorido, Franz, y lo ayudan a sobrellevar sus empociones enseñándole a valorar los aspectos únicos de su personalidad. Aprendiendo de este par de extraños que aunque la esperanza y la ciencia pueden fallarnos... el arte siempre sobrevive, Franz comienza de forma secreta a crear un conmemorativo para su madre antes de que muera, llenando una caja con momentos personales: un tubo de lápiz labial, una botella vacía de Chanel, un encendedor y cosas similares.

## Reparto
- Andie MacDowell ..... Selma Lidz
- John Turturro ..... Sid Lidz
- Michael Richards ..... Danny Lidz
- Maury Chaykin ..... Arthur Lidz
- Nathan Watt .....  Steven/Franz
- Celia Weston ..... Amelia
- Candice Azzara ..... Joanie
- Jack McGee ..... Lindquist